# 叶 (バーチャルYouTuber)
叶（かなえ）は、ANYCOLOR株式会社が運営するバーチャルYouTuberグループ「にじさんじ」に所属するバーチャルYouTuberである。ゲーム実況配信を主として活動している。バンダイナムコミュージックライブの音楽レーベルであるLantis所属のアーティストとしても活動している。キャラクターデザインはU助が担当している。男性バーチャルYouTuberとして史上2人目のYouTubeのチャンネル登録者数100万人を突破したバーチャルYouTuberである。

## 経歴
2018年5月2日にゲーム配信者に特化したバーチャルライバーグループ「にじさんじゲーマーズ」のメンバーとして赤羽葉子とともに活動開始。デビュー以前に、にじさんじ2期生のオーディションを受けていたものの落選しており、その後改めてにじさんじの運営から声をかけられてデビューに至った。デビューの際には、同時期にプロゲーミングチームからも選手として勧誘されていたが、「自由にゲームを楽しみたい」という思いからにじさんじに所属することを決めた。同年7月に、当時企業に所属していない個人勢で後に同じにじさんじに所属することになる葛葉とともにユニット「ChroNoiR」（クロノワール）を結成。同年8月から2019年8月にかけてOPENREC.tvにてChroNoiRとしてゲームバラエティ番組「ChroNoiR.TV」を配信。
2019年10月2日に行われた「にじさんじ Music Festival～ Powered by DMM music～」に出演し、初めて3Dモデルを披露。2021年8月1日に行われたリアルタイムARライブ「にじさんじ AR STAGE “LIGHT UP TONES”」で私服姿の3Dモデルを披露した。
2019年11月1日にドワンゴが東京建物 Brillia HALLにオープンしたスタジオ「ハレスタ」のオープンを記念して開催されたトークイベントにて声優の島﨑信長の希望によるゲストとして葛葉とともに出演し、2019年12月31日から翌年1月1日にかけてTOKYO MXおよびにじさんじ公式YouTubeチャンネルにて放送された『年またぎにじさんじ!〜ゆくV!くるV!島﨑信長も来ちゃったよSP!〜』でも共演した。
2022年5月14日に、男性バーチャルYouTuberとしてもにじさんじ所属としても史上2人目のYouTubeのチャンネル登録者数100万人を突破した。
2022年7月27日にLantisよりファーストミニアルバム『flores』をリリースし、メジャーデビューした。アルバムリリースを記念して、同月20日発売の『ザテレビジョン』の裏表紙を飾り、特集記事も掲載された。また同月30日には、スペースシャワーTVプラスにて「にじさんじライバー叶 メジャーデビュースペシャル」と題した特番も放映された。8月3日公開のBillboard JAPANの週間総合アルバムチャートで4位にランクインした。
2022年12月21日はセカンドミニアルバム『夜明かし』をリリースした。同月28日公開のBillboard JAPAN週間総合アルバムチャートで4位にランクインした。
2023年3月16日にはグランキューブ大阪メインホールにて、自身初となるソロコンサート『午前0時の向こう側』を開催した。同年10月より放送されたテレビアニメ『オーバーテイク！』のオープニング主題歌に歌唱を担当した『Tailwind』が採用された。11月9日には第40回ベストジーニスト 次世代部門をバーチャルYouTuberで初受賞した。

## キャラクター設定
浮世離れした記憶喪失の青年。「ロト」と名付けられた猫のクッションを抱いており、話し方はふわふわしている。学生のように見えるが普段何をしているかは不明。

## 活動

### ゲーム配信
デビューする以前から1日12時間程度ゲームをプレイするような日常を送っていたほどのヘビーゲーマーであり、初配信から1時間ほどの雑談後に『PUBG』をプレイし始め、最終的に9時間以上行った。その後も同じにじさんじの先輩である静凛、渋谷ハジメとともにゲームの生配信を継続して行い、バーチャルYouTuberにおいて「ゲーム配信」という活動スタイルを一般に定着させた1人であると評されるように、突出した配信時間の長さが特徴の1つである。高いコミュニケーション能力と「スケジュールさえ合えば、どんな企画でもNOは言わない」という活動方針から、バーチャルYouTuberだけでなくプロゲーマーや漫画家、アーティスト、声優などとも交友関係が広く、ゲーム実況配信や企画配信において共演することも多い。上述の島﨑信長のほか、Hey! Say! JUMPの山田涼介や自身がファンを公言している声優である小野賢章とも共演している。
卓越したゲームセンスを有しており、幅広いジャンルのゲームを難なくプレイしながら軽やかにトークを繰り広げるスタイルで配信を進行する。特にファーストパーソン・シューティングゲームの実力は高く、「VTuber最協決定戦」や「CRカップ」への出場経験もある。物腰柔らかい印象や声色とは裏腹な大声や音割れなどの激しいリアクションも人気である。
ゲーム配信について叶は、デビュー前から動画配信といえばゲーム実況というイメージがあり、自然とゲーム配信中心の活動になったと語っている。短いが質の高い配信を考えて行うことは得意ではなかったことから、質より量を優先して長時間のゲーム配信を主な活動内容としている。ゲームが好きではあったが、勧誘された経験もあるプロゲーマーとして活動するほどの熱量はなく、またゲームを遊ぶことは好きだが自分が作ったゲームで誰かが遊んでいる様子を見たいわけでもなく、ストリーマーへの憧れもあり配信者として活動する道を選んだ。
2022年6月発売の『VTuberスタイル』誌上のインタビューにおいて、配信活動において強く心に残ったゲームとして、『PUBG』『Florence』『原神』を挙げている。

### 音楽活動
柔和で優しい声音を活かして音楽活動も行っており、ゲーム配信と並行して歌ってみた動画も投稿している。2022年7月27日にLantisよりミニアルバム『flores』を発売し、メジャーデビューした。メジャーデビュー前より歌ってみた動画を投稿しており、その動画を自身のファンが喜んでいる反応から、自身の歌には自信がなかったがファンが喜んでくれるだろうという気持ちがあり音楽活動をすることを決意した。メジャーデビューについては、同じにじさんじ内でレーベル活動をしているライバーを見て、自身のマネージャーに音楽活動に興味があることを伝えたことがきっかけ。
メジャーデビュー時から音楽制作には元fhánaの和賀裕希がサウンドプロデューサーとして参加している。

### ユニット活動
葛葉とはにじさんじ所属前からコンビユニット「ChroNoiR」として活動しており、ゲーム実況配信だけでなくイベント出演や音楽活動も行っている。ChroNoiRは、叶がデビュー当時バーチャルYouTuberの男性ユニットが多くなかったことから、同じく長時間のゲーム実況配信をしていた葛葉に声をかけ結成された。配信ではゲームを使って争う姿を見せることもあれば、吸血鬼の葛葉と人間の叶という2人の違いについて触れる会話も多く、音楽活動では2人のキャラクター性を表現する曲を発表している。2020年には京都国際マンガ・アニメフェア2020の「おこしやす大使」を声優の八代拓とともに務め、9月18日には同イベントの関連イベントとしてロームシアター京都で行われた「京と秋のにじさんじ　～もちのわーる男子旅～」に剣持刀也とともに出演した。2022年1月15日に東京発の招待制ゲームコミュニティー「ボルトルーム（vaultroom）」とコラボレーションしたフーディーとTシャツが発売された。このコラボレーションを記念して、BGMをAyase、監督を大月壮が担当したアニメーションムービーが公開された。2019年12月31日にChroNoiRとしての活動の場としてYouTubeにChroNoiRチャンネルを開設し、2022年3月14日より公式レギュラー番組『くろのわーるがなんかやる』の放送を開始した。2024年4月20日には、大阪城ホールでChroNoiRでの初のワンマンライブ「Welcome to Wonder Wander World」が開催された。

## ディスコグラフィ

### ミニアルバム

#### flores
2022年7月27日にLantisから発売されたデビューミニアルバム。タイトルはアルバムのコンセプトとして叶が提案した「花」と、「欠点がない」ことを指す英単語であり、叶がプレイしていた対戦FPSゲーム『VALORANT』において味方が1人も欠けることなく勝利したことを指す「FLAWLESS」から決められた。収録されている5曲のうち、『DAMASHI DAMASHI』、『ANEMONE』、『モラトリアム』についてはタイトルは叶が決めた。楽曲の雰囲気やジャケットに関しては叶とスタッフが相談して決めた。明るくて優しい曲が多く、一般的な「バーチャルYouTuberが歌う楽曲」を表現することを念頭に制作された。2022年8月3日付のBillboard Japan Hot Albumsで5位、Billboard Japan Top Albums Salesで4位にランクインした。
| #         | タイトル                                    | 作詞                               | 作曲                               | 編曲                                         | 時間  |
| --------- | ------------------------------------------- | ---------------------------------- | ---------------------------------- | -------------------------------------------- | ----- |
| 1.        | 「ブロードキャストパレード」                | Cocoro.                            | 佐藤厚仁                           | 佐藤厚仁                                     | 4:02  |
| 2.        | 「ANEMONE」                                 | Cocoro.                            | yuxuki waga                        | yuxuki waga                                  | 3:41  |
| 3.        | 「DAMASHI DAMASHI」                         | Cocoro.                            | eba                                | eba                                          | 3:15  |
| 4.        | 「モラトリアム」                            | Cocoro.                            | 伊藤翼                             | 伊藤翼                                       | 4:38  |
| 5.        | 「Kids」                                    | Yuuki Ozaki (from Galileo Galilei) | Yuuki Ozaki (from Galileo Galilei) | Yuuki Ozaki (from Galileo Galilei)、尾崎和樹 | 04:03 |
| 6.        | 「ブロードキャストパレード -instrumental-」 | Cocoro.                            | 佐藤厚仁                           | 佐藤厚仁                                     | 4:02  |
| 7.        | 「ANEMONE -instrumental-」                  | Cocoro.                            | yuxuki waga                        | yuxuki waga                                  | 3:41  |
| 8.        | 「DAMASHI DAMASHI -instrumental-」          | Cocoro.                            | eba                                | eba                                          | 3:15  |
| 9.        | 「モラトリアム -instrumental-」             | Cocoro.                            | 伊藤翼                             | 伊藤翼                                       | 4:38  |
| 10.       | 「Kids -instrumental-」                     | Yuuki Ozaki (from Galileo Galilei) | Yuuki Ozaki (from Galileo Galilei) | Yuuki Ozaki (from Galileo Galilei)、尾崎和樹 | 04:03 |
| 合計時間: | 合計時間:                                   | 合計時間:                          | 合計時間:                          | 合計時間:                                    | 39:34 |

#### 夜明かし
2022年12月21日にLantisから発売されたセカンドミニアルバム。前作に対して、普段ポジティブな曲を聴いたり歌ったりしていない本来の叶をイメージし、日没から夜明けまでの活動や心境を楽曲で表現した作品として制作された。『惜別』では、前作で作詞を担当したドリームモンスター所属のCocoro.の指導を受けながら、叶自身が作詞を担当した。2022年12月28日付のBillboard Japan Hot Albumsで4位、Billboard Japan Top Albums Salesで4位にランクインした。
| #         | タイトル                             | 作詞         | 作曲        | 編曲                   | 時間  |
| --------- | ------------------------------------ | ------------ | ----------- | ---------------------- | ----- |
| 1.        | 「セイテイノア」                     | Cocoro.      | eba         | eba                    | 3:05  |
| 2.        | 「Midnight Showcase」                | かめりあ     | かめりあ    | かめりあ               | 3:59  |
| 3.        | 「K/D Dance Hall」                   | 烏屋茶房     | 丸山真由子  | 日比野裕史 、 清水武仁 | 3:38  |
| 4.        | 「惜別」                             | 叶           | キジバト    | キジバト               | 3:38  |
| 5.        | 「声を聴かせて」                     | Cocoro.      | yuxuki waga | yuxuki waga            | 03:36 |
| 6.        | 「水性のマーブル」                   | ヤギヌマカナ | 佐藤厚仁    | 佐藤厚仁               | 3:35  |
| 7.        | 「セイテイノア -instrumental-」      | Cocoro.      | eba         | eba                    | 3:05  |
| 8.        | 「Midnight Showcase -instrumental-」 | かめりあ     | かめりあ    | かめりあ               | 3:59  |
| 9.        | 「K/D Dance Hall -instrumental-」    | 烏屋茶房     | 丸山真由子  | 日比野裕史 、 清水武仁 | 3:38  |
| 10.       | 「惜別 -instrumental-」              | 叶           | キジバト    | キジバト               | 3:38  |
| 11.       | 「声を聴かせて -instrumental-」      | Cocoro.      | yuxuki waga | yuxuki waga            | 03:36 |
| 12.       | 「水性のマーブル -instrumental-」    | ヤギヌマカナ | 佐藤厚仁    | 佐藤厚仁               | 3:35  |
| 合計時間: | 合計時間:                            | 合計時間:    | 合計時間:   | 合計時間:              | 42:13 |

### シングル

#### How Much I Love You
2023年8月30日にLantisから発売された1stシングル。もともと恋愛漫画が好きであったことから提案を受け、3曲全て異なるテイストのラブソングとなっている。オリコン週間シングルランキングで最高7位にランクインした。
| #  | タイトル                               | 作詞         | 作曲         | 編曲         | 時間 |
| -- | -------------------------------------- | ------------ | ------------ | ------------ | ---- |
| 1. | 「How Much I Love You」                | 大橋ちっぽけ | 大橋ちっぽけ | 岩崎隆一     | 3:59 |
| 2. | 「わたしのリンゴ」                     | ヤギヌマカナ | Aira         | Aira         | 3:50 |
| 3. | 「minority」                           | 生活は忘れて | 生活は忘れて | 生活は忘れて | 3:04 |
| 4. | 「How Much I Love You (instrumental)」 | 大橋ちっぽけ | 大橋ちっぽけ | 岩崎隆一     | 3:59 |
| 5. | 「わたしのリンゴ (instrumental)」      | ヤギヌマカナ | Aira         | Aira         | 3:50 |
| 6. | 「minority (instrumental)」            | 生活は忘れて | 生活は忘れて | 生活は忘れて | 3:04 |

#### Tailwind
2023年11月29日にLantisから発売された2ndシングル。表題曲の『Tailwind』はTVアニメ「オーバーテイク！」のオープニング主題歌である。
| #  | タイトル                                  | 作詞         | 作曲     | 編曲     | 時間 |
| -- | ----------------------------------------- | ------------ | -------- | -------- | ---- |
| 1. | 「Tailwind」                              | hotaru       | eba      | eba      | 3:53 |
| 2. | 「Always be here for you」                | 星銀乃丈     | 星銀乃丈 | 星銀乃丈 | 4:07 |
| 3. | 「Tepid」                                 | ヤギヌマカナ | 和賀裕希 | 和賀裕希 | 3:47 |
| 4. | 「Tailwind (instrumental)」               | hotaru       | eba      | eba      | 3:53 |
| 5. | 「Always be here for you (instrumental)」 | 星銀乃丈     | 星銀乃丈 | 星銀乃丈 | 4:07 |
| 6. | 「Tepid (instrumental)」                  | ヤギヌマカナ | 和賀裕希 | 和賀裕希 | 3:47 |

### 配信シングル
| タイトル         | 歌唱 | 作詞                | 作曲   | 編曲                  | 発売日        |
| ---------------- | ---- | ------------------- | ------ | --------------------- | ------------- |
| Jam Jam          | 叶   | nqrse／DYES IWASAKI | nqrse  | -                     | 2022年10月6日 |
| ハルを追いかけて | 叶   | 池澤英              | 池澤英 | Ezoshika Gourmet Club | 2022年11月9日 |
| 針音             | 叶   | 水槽                | 水槽   | -                     | 2023年3月17日 |
| わたしのリンゴ   | 叶   | ヤギヌマカナ        | Aira   | Aira                  | 2023年4月1日  |

### 参加楽曲
| タイトル         | 歌唱                                       | 収録アルバム             | 発売日         |
| ---------------- | ------------------------------------------ | ------------------------ | -------------- |
| I’m gonna be OK  | 咎ノワール（伏見ガク、剣持刀也、葛葉、叶） | にじさんじMusic MIX UP!! | 2019年11月27日 |
| Not For You      | 叶、葛葉                                   | SMASH The PAINT!!        | 2020年3月18日  |
| ハルを追いかけて | 叶                                         | ハルを追いかけて - EP    | 2023年12月6日  |

## 主な出演

### テレビ番組
- 年またぎにじさんじ!〜ゆくV!くるV!島﨑信長も来ちゃったよSP!〜（2019年12月31日 - 2020年1月1日、TOKYO MX）[13]
- 年またぎにじさんじ！ 2020-2021 〜島﨑信長とレバガチャダイパン！？SP〜（2020年12月31日 - 2021年1月1日、TOKYO MX）[60]

### イベント
2019年
- にじさんじ Music Festival -powered by DMM music-（10月2日、幕張メッセ）
- BILIBILI WORLD 2019 上海 にじさんじ・VirtuaReal共同ブース（10月4日 - 10月6日、中国 上海新国際博覧中心）
- VtuberLand2019 にじさんじWEEK～みんなで行こうにじさんじランド～ ホールイベント 第1部（10月26日、よみうりランド）

2020年
- にじさんじ JAPAN TOUR 2020 Shout in the Rainbow!（2月13日、Zepp Fukuoka）

2021年
- にじさんじ Anniversary Festival 2021 DAY2（2月28日、ニコニコ生放送・bilibiliにてオンライン開催）
- Bilibili Macro Link-Visual Release 2021（7月9日、中国 メルセデス・ベンツアリーナ）

2022年
- Aim Higher（7月27日、ぴあアリーナMM）
- にじさんじ 4th Anniversary LIVE「FANTASIA」 DAY2（10月1日、幕張メッセ）

2023年
- 午前0時の向こう側（3月16日、グランキューブ大阪）